# Abborregöl (Fliseryds socken, Småland)
Abborregöl är en sjö i Mönsterås kommun i Småland och ingår i Emåns huvudavrinningsområde. Sjön är 6 meter djup, har en yta på 0,014 kvadratkilometer och är belägen 71 meter över havet. Vid provfiske har abborre, gädda och mört fångats i sjön.